# Stian Aarstad
Stian Aarstad – norweski pianista i klawiszowiec, znany z występów w grupie Dimmu Borgir w latach 1992–1997, a następnie w Enthral w latach 1997-2002.
Podczas udziału w Dimmu Borgir wywołał kontrowersje i krytyczne głosy, występując w przebraniu przypominającym Kubę Rozpruwacza. Wraz z zespołem nagrał trzy płyty studyjne i jeden minialbum. Po nagraniu Stormblåst został wezwany do wojska, jednak powrócił by wesprzeć grupę podczas rejestrowania Enthrone Darkness Triumphant. Ostatecznie wyrzucony z zespołu w 1997 roku z powodu trudności z obecnością na próbach i podczas tras koncertowych.
W 1997 roku dołączył do norweskiego blackmetalowego zespołu Enthral, z którego odszedł podczas nagrywania trzeciej płyty. Po odejściu współpracował z grupą jako muzyk sesyjny i inżynier dźwięku.
W 1999 roku wyprodukował demo norweskiego zespołu Vaakevandring.

## Dyskografia
Dimmu Borgir
- For All Tid (1994, No Colours Records)
- Inn I Evighetens Mørke EP (1994, Necromantic Gallery Productions)
- Stormblåst (1996, Cacophonous Records)
- Enthrone Darkness Triumphant (1997, Nuclear Blast Records)
- Godless Savage Garden (1998, Nuclear Blast Records)

Enthral
- Subterranean Movement (2003, Displeased Records)